# Lavesstiftung
Gegründet wurde die niedersächsische Lavesstiftung im Jahr 2007, nachdem die bereits 1998 von der Architektenkammer Niedersachsen ins Leben gerufene „Stiftung zur Förderung des beruflichen Nachwuchses“ das erforderliche Stiftungskapital erreicht hatte. Unter Bezug auf den königlichen Hofbaumeister Georg Ludwig Friedrich Laves widmet sich die Stiftung neben der Ausbildungsförderung im Bereich der Architekturberufe insbesondere der Förderung der Baukultur.
Sitz der Stiftung ist – gemeinsam mit der Architektenkammer Niedersachsen – das Laveshaus in Hannover, das einstmalige Wohnhaus des Namensgebers. Die Aktivitäten der Stiftung bilden das Anliegen des gesamten Berufsstandes der Architekten, Innenarchitekten, Landschaftsarchitekten und Stadtplaner ab. Seit 2007 stehen die Aktivitäten unter dem Motto „Bauen ist Kultur“. Wesentliche Tätigkeitsfelder sind insbesondere die Auslobung des Lavespreises, eines Förderpreises für Studierende der Architektur, Innenarchitektur und Landschaftsarchitektur in Niedersachsen, darüber hinaus die Ausrichtung der Diskussionsreihe „Architektur im Dialog“.
Der Aufgabenbereich wird allmählich ausgedehnt, beispielsweise auf Durchführung und Unterstützung von Ausstellungen und Veranstaltungen, Aufbau und Unterhaltung eines Niedersächsischen Architekturarchivs, Förderung von Forschungsvorhaben, Publikationen usw. Schirmherr der Stiftung ist der ehemalige Niedersächsische Wirtschaftsminister Walter Hirche.